# Amtsgericht Balingen

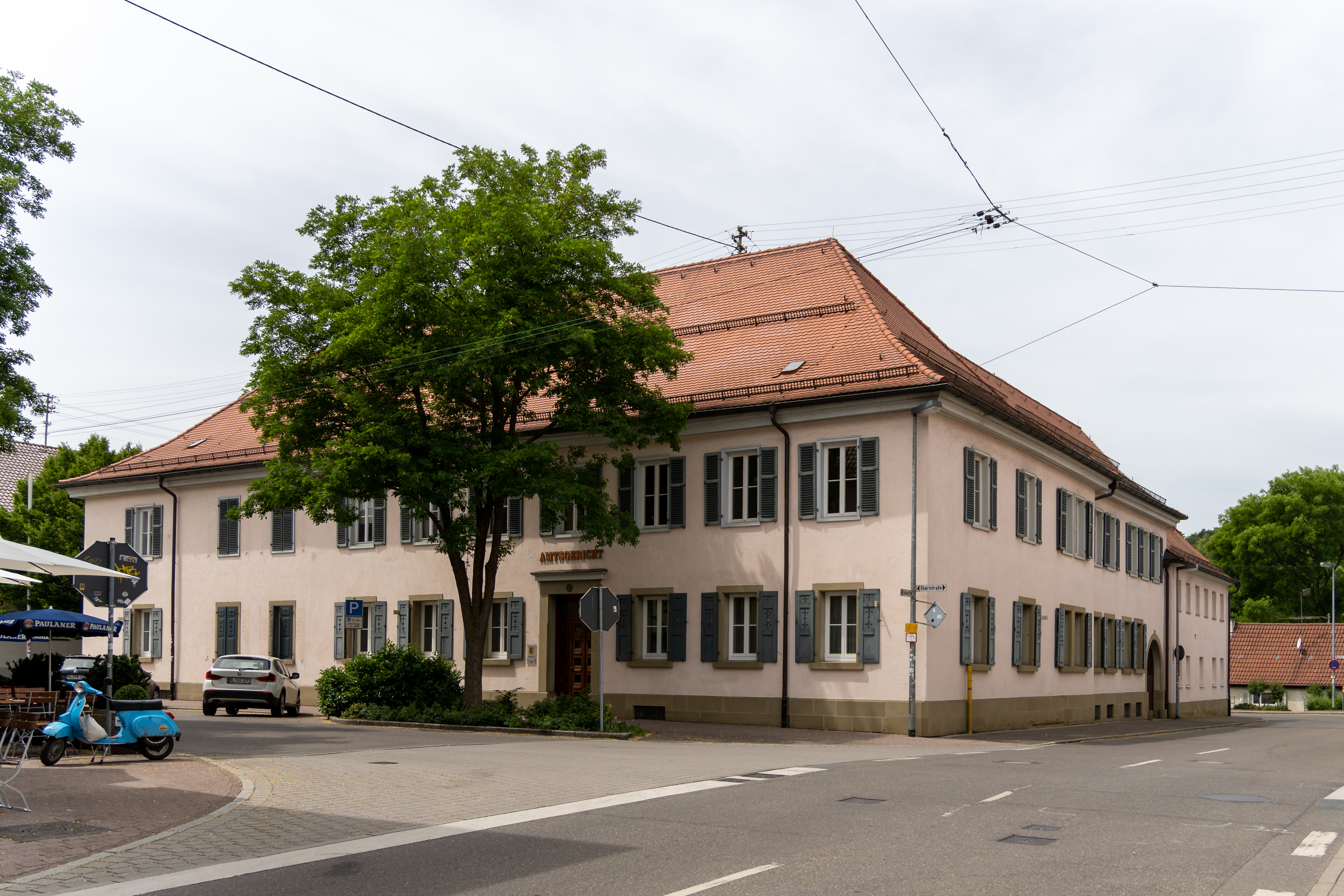
Amgtsgericht Balingen (2021)

Das Amtsgericht Balingen ist ein Gericht der ordentlichen Gerichtsbarkeit und eines von vier Amtsgerichten (AG) im Bezirk des Landgerichts Hechingen.

## Gerichtssitz und -bezirk
Sitz des Gerichts ist Balingen. Der Gerichtsbezirk erstreckt sich auf die Städte und Gemeinden Balingen, Dautmergen, Dormettingen, Dotternhausen, Geislingen, Haigerloch, Hausen am Tann, Ratshausen, Rosenfeld, Schömberg, Weilen unter den Rinnen und Zimmern unter der Burg. In ihm leben circa 64.000 Menschen. Zuständig ist das Amtsgericht Balingen, wie jedes Amtsgericht, erstinstanzlich für Zivil- und Strafsachen, außerdem für alle Vollstreckungssachen bei Wohnsitz des Schuldners im Gerichtsbezirk sowie für Familien- und Insolvenzverfahren. Mahnverfahren finden in Baden-Württemberg zentral am Amtsgericht Stuttgart statt.

## Instanzenzug
Dem Amtsgericht Balingen unmittelbar übergeordnet ist das Landgericht Hechingen. Zuständiges Oberlandesgericht ist das Oberlandesgericht Stuttgart.